# آشوت سوم
آشوت سوم (به ارمنی Աշոտ Գ. Ողորմած، به لاتین Ashot III the Merciful معروف به فاتح و آشوت نیکوکار) پسر آباص یکم پنجمین پادشاه دودمان باگراتونی می‌باشد که از تاریخ ۹۵۳–۹۷۷ میلادی بر ارمنستان سلطنت کرد. آشوت سوم دو پسر داشت به نام‌های سمبات دوم و گاگیک یکم که بعد از او به سلطنت رسیدند.

## تاریخ
آشوت سوم بعد از به سلطنت رسیدن توانست کشور را به تقویت و به گسترش خود در همه زمینه‌ها ادامه بدهد و قدرت کشور ارمنستان به جایی رسیده بود که می‌توانست در اندک مدت یک ارتش ۹۰۰۰۰ نفری مجهز کند و به میدان جنگ بفرستد. آشوت سوم دوستی خلفای بغداد را از این راه برای خود بدست آورد که با یکی از زمامداران حکومت ساجیان و بین‌النهرین شمالی که پس از طغیان علیه خلیفه به ارمنستان حمله‌ور شده بود جنگید و او را مغلوب کرد.
به هنگام جنگ ژان یکم (امپراتور بیزانس) با امپراتوری عرب، ارمنستان بسیار تلاش کرد تا مگر بتواند بیطرفی خود را حفظ کند و طرفین را وادارد که تمامیت ارضی کشورش را محترم بشمارند. لشکریان بیزانس شروع به پیشروی به سمت دشت استان موش کردند، به امید اینکه از ورای خاک ارمنستان ضربه قطعی به امپراتوری عرب بزنند، لیکن در برابر یک سپاه ۳۰۰۰۰ نفری که آشوت سوم در آن منطقه متمرکز کرده بود، قوای بیزانس از نقشه خود چشم پوشیدند و از خاک ارمنستان بیرون رفتند.
در زمان سلطنت این پادشاه ارمنستان بسط و گسترش زیادی پیدا کرد و ملت ارمنی توانست رو به ترقی و شکوفایی برود. این پادشاه پی‌های شهر آنی (شهر باستانی) را خود ریخت و برج و باروی آن را ساخت و پایتخت خود را به آنجا منتقل کرد.
آشوت سوم شهر قارص را در اختیار برادرش شاهزاده موشق گذاشت تا بر آنجا حکومت کند، موشق در آنجا اعلام استقلال کرد و ارمنستان دیگری تأسیس نمود که همان ایالت قارص بود، این عمل به زیان منافع ارمنستان بود، زیرا به وحدت آن لطمه می‌زد و کشور را رو به ضعف می‌برد. این شاهزاده بجای آن کار می‌بایست تمام نیروی خود را بکار می‌گرفت تا دیگر دو امیرنشین ارمنی باقی‌مانده یعنی امیرنشین واسپورکان و سیونیک را که هر یک برای خود مملکتی تشکیل داده بودند به کشور ضمیمه کند. خلیفه بغداد از سلطان آشوت سوم برای خدماتی که آن پادشاه به او کرده بود سپاسگزاری کرد و به پاداش آن، هدایای گوناگونی برایش فرستاد که از آن جمله یک تاج پادشاهی بود. این تاج نشانه احترامی بود که خلیفه به شخصیت او می‌گذاشت. آشوت سوم پادشاهی لایق و دلیر بود او جاه طلب و آدم بی ملاحظه‌ای نبود و این هر دو از ویژگی‌های شخصیتی او بود او به جای کشور گشایی سعی به دفاع از کشور و به تحکیم پاسگاه‌های مهم واقع بر مرزهای مملکتش بسنده می‌کرد. ملتش به او لقب (فاتح) و (آشوت نیکوکار) داده بود.
او همه گنجینه‌های خود را در راه ساختن کلیساها و مدارس و بیمارستان و نواخانه‌ها خرج کرد. بر سر سفره اش اغلب در کنار خود فقیران را می‌نشانید، و اگر ناتوانی در میان آنان بودند خود او با کمال فروتنی به آنان خدمت می‌کرد. همسرش ملکه موسوم به خسروآنوش، صومعه ساناهین و هاقپات را بنا نهاد.